# Liste des députés de la LVIe législature du Congrès national du Chili
Cet article dresse la liste des députés de la LVIe législature du Congrès national du Chili. Les parlementaires ont été élus lors des élections de novembre 2021 dans 28 circonscriptions correspondants aux régions du Chili. Elle présente les élus par l'ordre des circonscriptions et selon leur appartenance partisane.

## Liste par circonscriptions

### 1recirconscription
La 1re circonscription est composée de la région d'Arica et Parinacota.
| Nom | Nom                  | Parti | Parti          |
| --- | -------------------- | ----- | -------------- |
|     | Vlado Mirosevic (es) |       | PL (es)        |
|     | Luis Malla (es)      |       | PL (es)        |
|     | Enrique Lee (es)     |       | Indép-PSC (es) |

### 2ecirconscription
La 2e circonscription est composée de la région de Tarapacá.
| Nom | Nom                        | Parti | Parti |
| --- | -------------------------- | ----- | ----- |
|     | Renzo Trisotti (es)        |       | UDI   |
|     | Matías Ramírez Pascal (es) |       | PCCh  |
|     | Danisa Astudillo (es)      |       | PS    |

### 3ecirconscription
La 3e circonscription est composée de la région d'Antofagasta.
| Nom | Nom                       | Parti | Parti                    |
| --- | ------------------------- | ----- | ------------------------ |
|     | Catalina Pérez Salinas    |       | RD                       |
|     | Sebastián Videla (es)     |       | Indép, proche du PL (es) |
|     | Jaime Araya Guerrero (es) |       | Indép, proche du PPD     |
|     | Yovana Ahumada (es)       |       | Indép-PSC (es)           |
|     | José Miguel Castro (es)   |       | RN                       |

### 4ecirconscription
La 4e circonscription est composée de la région d'Atacama.
| Nom | Nom                       | Parti | Parti                |
| --- | ------------------------- | ----- | -------------------- |
|     | Daniella Cicardini        |       | PS                   |
|     | Juan Santana (es)         |       | PS                   |
|     | Cristian Tapia Ramos (es) |       | Indép, proche du PPD |
|     | Jaime Mulet (es)          |       | FREVS                |
|     | Sofía Cid (es)            |       | RN                   |

### 5ecirconscription
La 5e circonscription est composée de la région de Coquimbo.
| Nom | Nom                         | Parti | Parti          |
| --- | --------------------------- | ----- | -------------- |
|     | Marco Sulantay (es)         |       | UDI            |
|     | Juan Manuel Fuenzalida (es) |       | UDI            |
|     | Nathalie Castillo (es)      |       | PCCh           |
|     | Carolina Tello (es)         |       | PCCh           |
|     | Daniel Manouchehri (es)     |       | PS             |
|     | Ricardo Cifuentesi (es)     |       | PDC            |
|     | Víctor Pino (es)            |       | Indép-PSC (es) |

### 6ecirconscription
La 6e circonscription est composée de la région de Valparaíso.
| Nom | Nom                   | Parti | Parti    |
| --- | --------------------- | ----- | -------- |
|     | Diego Ibáñez          |       | CS       |
|     | Francisca Bello (es)  |       | CS       |
|     | Carolina Marzán (es)  |       | PPD      |
|     | Nelson Venegas (es)   |       | PS       |
|     | Andrés Longton (es)   |       | RN       |
|     | Camila Flores (es)    |       | RN       |
|     | Chiara Barchiesi (es) |       | PLR      |
|     | Gaspar Rivas (es)     |       | PDG (es) |

### 7ecirconscription
La 7e circonscription est composée de la région de Valparaíso.
| Nom | Nom                             | Parti | Parti                   |
| --- | ------------------------------- | ----- | ----------------------- |
|     | Tomás Lagomarsino (es)          |       | PR                      |
|     | Tomás de Rementería Venegas     |       | Indép, proche du PS     |
|     | Camila Rojas (es)               |       | Com.                    |
|     | Jorge Brito Hasbún (es)         |       | RD                      |
|     | Luis Cuello (es)                |       | PCCh                    |
|     | Andrés Celis (es)               |       | RN                      |
|     | Hotuiti Teao (es)               |       | Indép, proche d'Evópoli |
|     | Luis Fernando Sánchez Ossa (es) |       | PLR                     |

### 8ecirconscription
La 8e circonscription est composée de la région métropolitaine de Santiago.
| Nom | Nom                          | Parti | Parti    |
| --- | ---------------------------- | ----- | -------- |
|     | Carmen Hertz (es)            |       | PCCh     |
|     | Claudia Mix (es)             |       | Com.     |
|     | Joaquín Lavín León (es)      |       | UDI      |
|     | Cristián Labbé Martínez (es) |       | UDI      |
|     | Agustín Romero (es)          |       | PLR      |
|     | Viviana Delgado (es)         |       | Ind.     |
|     | Alberto Undurraga (es)       |       | PDC      |
|     | Rubén Oyarzo (es)            |       | PDG (es) |

### 9ecirconscription
La 9e circonscription est composée de la région métropolitaine de Santiago.
| Nom | Nom                       | Parti | Parti               |
| --- | ------------------------- | ----- | ------------------- |
|     | Karol Cariola             |       | PCCh                |
|     | Boris Barrera (es)        |       | PCCh                |
|     | Maite Orsini (es)         |       | RD                  |
|     | Andrés Giordano           |       | GL (es), groupe RD. |
|     | Jorge Durán Espinoza (es) |       | RN                  |
|     | Érika Olivera             |       | Dem (es)            |
|     | José Carlos Meza (es)     |       | PLR                 |

### 10ecirconscription
La 10e circonscription est composée de la région métropolitaine de Santiago.
| Nom | Nom                           | Parti | Parti               |
| --- | ----------------------------- | ----- | ------------------- |
|     | Gonzalo Winter (es)           |       | CS                  |
|     | Lorena Fries (es)             |       | CS                  |
|     | Emilia Schneider              |       | CS                  |
|     | Alejandra Placencia (es)      |       | PCCh                |
|     | Jorge Alessandri Vergara (es) |       | UDI                 |
|     | María Luisa Cordero (es)      |       | Indép, proche de RN |
|     | Johannes Kaiser               |       | PLR                 |
|     | Helia Molina                  |       | PPD                 |

### 11ecirconscription
La 11e circonscription est composée de la région métropolitaine de Santiago.
| Nom | Nom                         | Parti | Parti   |
| --- | --------------------------- | ----- | ------- |
|     | Gonzalo de la Carrera (es)  |       | Ind.    |
|     | Cristián Araya (es)         |       | PLR     |
|     | Francisco Undurraga (es)    |       | Evópoli |
|     | Guillermo Ramírez Diez (es) |       | UDI     |
|     | Catalina del Real (es)      |       | RN      |
|     | Tomás Hirsch                |       | AH      |

### 12ecirconscription
La 12e circonscription est composée de la région métropolitaine de Santiago.
| Nom | Nom                    | Parti | Parti                  |
| --- | ---------------------- | ----- | ---------------------- |
|     | Pamela Jiles           |       | Éco et Ind.            |
|     | Mónica Arce (es)       |       | Éco et Ind.            |
|     | Hernán Palma (es)      |       | Ind.                   |
|     | Ximena Ossandón (es)   |       | RN                     |
|     | Álvaro Carter (es)     |       | Indép, proche de l'UDI |
|     | Ana María Gazmuri (es) |       | AH                     |
|     | Daniela Serrano (es)   |       | PCCh                   |

### 13ecirconscription
La 13e circonscription est composée de la région métropolitaine de Santiago.
| Nom | Nom                        | Parti | Parti |
| --- | -------------------------- | ----- | ----- |
|     | Gael Yeomans (es)          |       | CS    |
|     | Lorena Pizarro (es)        |       | PCCh  |
|     | Eduardo Durán (es)         |       | RN    |
|     | Cristhian Moreira (es)     |       | UDI   |
|     | Daniel Melo Contreras (es) |       | PS    |

### 14ecirconscription
La 14e circonscription est composée de la région métropolitaine de Santiago.
| Nom | Nom                             | Parti | Parti                |
| --- | ------------------------------- | ----- | -------------------- |
|     | Camila Musante (es)             |       | Indép, proche du PPD |
|     | Raúl Leiva (es)                 |       | PS                   |
|     | Leonardo Soto (es)              |       | PS                   |
|     | Juan Antonio Coloma Álamos (es) |       | UDI                  |
|     | Juan Irarrázaval (es)           |       | PLR                  |

### 15ecirconscription
La 15e circonscription est composée de la région d'O'Higgins.
| Nom | Nom                         | Parti | Parti                |
| --- | --------------------------- | ----- | -------------------- |
|     | Raúl Soto (es)              |       | PPD                  |
|     | Marta González Olea (es)    |       | Indép, proche du PPD |
|     | Diego Schalper (es)         |       | RN                   |
|     | Natalia Romero Talguia (es) |       | UDI                  |
|     | Marcela Riquelme (es)       |       | CS                   |

### 16ecirconscription
La 16e circonscription est composée de la région d'O'Higgins.
| Nom | Nom                  | Parti | Parti |
| --- | -------------------- | ----- | ----- |
|     | Carla Morales (es)   |       | RN    |
|     | Eduardo Cornejo (es) |       | UDI   |
|     | Cosme Mellado (es)   |       | PR    |
|     | Félix Bugueño (es)   |       | FREVS |

### 17ecirconscription
La 17e circonscription est composée de la région du Maule.
| Nom | Nom                         | Parti | Parti                    |
| --- | --------------------------- | ----- | ------------------------ |
|     | Hugo Rey (es)               |       | RN                       |
|     | Jorge Guzmán Zepeda (es)    |       | Evópoli                  |
|     | Felipe Donoso (es)          |       | UDI                      |
|     | Alexis Sepúlveda (es)       |       | PR                       |
|     | Benjamín Moreno Bascur (es) |       | PLR                      |
|     | Mercedes Bulnes (es)        |       | Indép, proche de CS      |
|     | Francisco Pulgar (es)       |       | Ind., proche du PDG (es) |

### 18ecirconscription
La 18e circonscription est composée de la région du Maule.
| Nom | Nom                    | Parti | Parti               |
| --- | ---------------------- | ----- | ------------------- |
|     | Paula Labra (es)       |       | Indép, proche de RN |
|     | Gustavo Benavente (es) |       | UDI                 |
|     | Jaime Naranjo (es)     |       | PS                  |
|     | Consuelo Veloso (es)   |       | RD                  |

### 19ecirconscription
La 19e circonscription est composée de la région de Ñuble.
| Nom | Nom                     | Parti | Parti                |
| --- | ----------------------- | ----- | -------------------- |
|     | Cristóbal Martínez (es) |       | UDI                  |
|     | Marta Bravo (es)        |       | UDI                  |
|     | Frank Sauerbaum (es)    |       | RN                   |
|     | Felipe Camaño (es)      |       | Indép, proche du PDC |
|     | Sara Concha (es)        |       | PSC (es)             |

### 20ecirconscription
La 20e circonscription est composée de la région du Biobío.
| Nom | Nom                           | Parti | Parti                  |
| --- | ----------------------------- | ----- | ---------------------- |
|     | Francesca Muñoz (es)          |       | Indép-PSC (es)         |
|     | Sergio Bobadilla (es)         |       | UDI                    |
|     | Marlene Pérez (es)            |       | Indép, proche de l'UDI |
|     | Leonidas Romero (es)          |       | Indép, proche du RN    |
|     | Eric Aedo                     |       | PDC                    |
|     | Félix González Gatica (es)    |       | PEV (es)               |
|     | María Candelaria Acevedo (es) |       | PCCh                   |
|     | Roberto Enrique Arroyo (es)   |       | Indép-PSC (es)         |

### 21ecirconscription
La 21e circonscription est composée de la région du Biobío.
| Nom | Nom                          | Parti | Parti               |
| --- | ---------------------------- | ----- | ------------------- |
|     | Joanna Pérez (es)            |       | Dem (es)            |
|     | Cristóbal Urruticoechea (es) |       | PLR                 |
|     | Flor Weisse (es)             |       | UDI                 |
|     | Karen Medina (es)            |       | PDG (es)            |
|     | Clara Sagardía               |       | Indép, proche de CS |

### 22ecirconscription
La 22e circonscription est composée de la région de l'Araucanie.
| Nom | Nom                      | Parti | Parti          |
| --- | ------------------------ | ----- | -------------- |
|     | Jorge Rathgeb (es)       |       | RN             |
|     | Juan Carlos Beltrán (es) |       | RN             |
|     | Jorge Saffirio (es)      |       | Dem (es)       |
|     | Gloria Naveillán         |       | Indép-PSC (es) |

### 23ecirconscription
La 23e circonscription est composée de la région de l'Araucanie.
| Nom | Nom                       | Parti | Parti                |
| --- | ------------------------- | ----- | -------------------- |
|     | Henry Leal (es)           |       | UDI                  |
|     | Miguel Becker (es)        |       | RN                   |
|     | Miguel Mellado Suazo (es) |       | RN                   |
|     | Mauricio Ojeda (es)       |       | Indép, proche de PLR |
|     | Stephan Schubert (es)     |       | Indép, proche de PLR |
|     | Andrés Jouannet (es)      |       | AxCh (es)            |
|     | Ericka Ñanco              |       | RD                   |

### 24ecirconscription
La 24e circonscription est composée de la région des Fleuves.
| Nom | Nom                         | Parti | Parti               |
| --- | --------------------------- | ----- | ------------------- |
|     | Marcos Ilabaca (es)         |       | PS                  |
|     | Ana María Bravo (es)        |       | PS                  |
|     | Gastón von Mühlenbrock (es) |       | UDI                 |
|     | Bernardo Berger (es)        |       | Indép, proche de RN |
|     | Patricio Rosas (es)         |       | UNIR (es)           |

### 25ecirconscription
La 25e circonscription est composée de la région des Lacs.
| Nom | Nom                             | Parti | Parti                |
| --- | ------------------------------- | ----- | -------------------- |
|     | Emilia Nuyado                   |       | PS                   |
|     | Héctor Barría (es)              |       | PDC                  |
|     | Daniel Lilayu (es)              |       | UDI                  |
|     | Harry Jürgensen Rundshagen (es) |       | Indép, proche de PLR |

### 26ecirconscription
La 26e circonscription est composée de la région des Lacs.
| Nom | Nom                        | Parti | Parti                  |
| --- | -------------------------- | ----- | ---------------------- |
|     | Alejandro Bernales (es)    |       | PL (es)                |
|     | Héctor Ulloa Aguilera (es) |       | Indép, proche du PPD   |
|     | Mauro González (es)        |       | RN                     |
|     | Fernando Bórquez (es)      |       | Indép, proche de l'UDI |
|     | Jaime Sáez Quiroz (es)     |       | RD                     |

### 27ecirconscription
La 27e circonscription est composée de la région d'Aysén.
| Nom | Nom                       | Parti | Parti       |
| --- | ------------------------- | ----- | ----------- |
|     | Miguel Ángel Calisto (es) |       | Dem (es)    |
|     | René Alinco (es)          |       | Éco et Ind. |
|     | Marcia Raphael (es)       |       | RN          |

### 28ecirconscription
La 28e circonscription est composée de la région de Magallanes et de l'Antarctique chilien.
| Nom | Nom                         | Parti | Parti                   |
| --- | --------------------------- | ----- | ----------------------- |
|     | Carlos Bianchi Chelech (es) |       | Indép, proche du PPD    |
|     | Christian Matheson (es)     |       | Indép, proche d'Evópoli |
|     | Javiera Morales             |       | Indép, proche de CS     |